# Johann Friedrich Doles
Johann Friedrich Doles (23 de abril de 1715, Steinbach-Hallenberg-8 de febrero de 1797) fue un compositor alemán y alumno de Johann Sebastian Bach.

## Biografía
Doles nació en Steinbach-Hallenberg. Asistió a la Universidad de Leipzig. Fue Kantor en la Thomasschule de Leipzig, donde dirigió el Thomanerchor de 1756 a 1789; en ese año (1789) dirigió la interpretación del motete de Bach Singet dem Herrn ein neues Lied, que supuestamente causó una profunda impresión en Wolfgang Amadeus Mozart. Doles escribió un tratado manuscrito sobre canto que puede conservar algunos elementos de los propios métodos de Bach.